# Milwaukee Bucks 1983-1984
La stagione 1983-84 dei Milwaukee Bucks fu la 16ª nella NBA per la franchigia.
I Milwaukee Bucks vinsero la Central Division della Eastern Conference con un record di 50-32. Nei play-off vinsero il primo turno con gli Atlanta Hawks (3-2), la semifinale di conference con i New Jersey Nets (4-2), perdendo poi la finale di conference con i Boston Celtics (4-1).

## Roster
| N° | Naz.                   | Ruolo | Sportivo         | Anno | Alt. | Peso |
| -- | ---------------------- | ----- | ---------------- | ---- | ---- | ---- |
| 2  | Stati Uniti (bandiera) | GA    | Junior Bridgeman | 1953 | 196  | 95   |
| 4  | Stati Uniti (bandiera) | G     | Sidney Moncrief  | 1957 | 191  | 82   |
| 5  | Stati Uniti (bandiera) | G     | Lorenzo Romar    | 1958 | 185  | 79   |
| 7  | Stati Uniti (bandiera) | G     | Nate Archibald   | 1948 | 185  | 68   |
| 8  | Stati Uniti (bandiera) | GA    | Marques Johnson  | 1956 | 201  | 99   |
| 10 | Stati Uniti (bandiera) | G     | Mike Dunleavy    | 1954 | 191  | 82   |
| 10 | Stati Uniti (bandiera) | A     | Rory White       | 1959 | 203  | 95   |
| 15 | Stati Uniti (bandiera) | G     | Charlie Criss    | 1948 | 5-8  | 75   |
| 16 | Stati Uniti (bandiera) | C     | Bob Lanier       | 1948 | 211  | 113  |
| 22 | Stati Uniti (bandiera) | GA    | Linton Townes    | 1959 | 201  | 86   |
| 25 | Stati Uniti (bandiera) | GA    | Paul Pressey     | 1958 | 196  | 84   |
| 35 | Stati Uniti (bandiera) | GA    | Kevin Grevey     | 1953 | 196  | 95   |
| 42 | Stati Uniti (bandiera) | AC    | Harvey Catchings | 1951 | 206  | 99   |
| 44 | Stati Uniti (bandiera) | AC    | Paul Mokeski     | 1957 | 213  | 113  |
| 45 | Stati Uniti (bandiera) | C     | Randy Breuer     | 1960 | 221  | 104  |
| 53 | Stati Uniti (bandiera) | C     | Alton Lister     | 1958 | 213  | 109  |

## Staff tecnico
- Allenatore: Don Nelson
- Vice-allenatori: Mike Schuler, Garry St. Jean